# Degrassi Talks

Degrassi Talks (littéralement Degrassi Parle) est une série télévisée canadienne qui a été diffusée en 1992. 
Degrassi Talks est une série de six épisodes avec comme présentateurs les acteurs qui interprétaient les personnages principaux (Spike, Wheels, Joey, Yick, etc.) de la série télévisée Les Années collège, et qui discutaient de problèmes d'adolescents avec des adolescents. Les sujets traités étaient l'abus de drogues, les droits des homosexuels, la dépression et la grossesse chez les adolescentes.
La série a été produite par la Canadian Broadcasting Corporation  en collaboration avec Health and Welfare Canada.
La série reste cependant inédite en France
Les épisodes de Degrassi Talks sont trouvables en bonus dans le DVD Les Années collège (uniquement pour la version anglaise).

## Liste des épisodes
| N° d'épisode | Titre d'épisode                                 | Présentateur Présentatrice | Réalisateur Réalisatrice               | Écriture                        | Date de diffusion originale |
| ------------ | ----------------------------------------------- | -------------------------- | -------------------------------------- | ------------------------------- | --------------------------- |
| 1            | Sex (littéralement : Sexe)                      | Amanda Stepto              | Linda Shuyler Philip Earnshaw Kit Hood | Susin Nielsen Laura L. Vickers  | 24 février 1992             |
| 2            | Alcohol (littéralement : Alcool)                | Neil Hope                  | Linda Shuyler Philip Earnshaw Kit Hood | Susin Nielsen                   | 2 mars 1992                 |
| 3            | Abuse (littéralement : Abus sexuel)             | Rebecca Haines             | Linda Shuyler Philip Earnshaw Kit Hood | Susin Nielsen                   | 9 mars 1992                 |
| 4            | Depression (littéralement : Dépression)         | Pat Mastroianni            | Linda Shuyler Philip Earnshaw Kit Hood | Susin Nielsen Laura L. Vickers  | 16 mars 1992                |
| 5            | Drugs (littéralement : Drogue)                  | Siluck Saysanasay          | Linda Shuyler Philip Earnshaw Kit Hood | Susin Nielsen Virginia Thompson | 23 mars 1992                |
| 6            | Sexuality (littéralement : Orientaton sexuelle) | Stacie Mistysyn            | Linda Shuyler Philip Earnshaw Kit Hood | Susin Nielsen                   | 30 mars 1992                |

## DVD
Les épisodes de Degrassi Talks sont disponibles en Bonus dans les DVD Les Années collège saison 1 (uniquement pour la version anglaise)